# Yun-Sun Limet
Yun-Sun Limet est une écrivaine belge, d'expression française et d'origine coréenne, née à Séoul le 19 mars 1968 et morte le 17 juin 2019 dans le 15e arrondissement de Paris.

## Biographie
Docteur de l'université catholique de Louvain et de l'université Paris-VIII, Yun-Sun Limet vit en France. En 2012, son roman Joseph est nommé pour l'important prix Victor-Rossel, qui revient finalement à Patrick Declerck.
Spécialiste de la littérature du XXe siècle, elle travaille aussi dans l’édition, et fait partie du comité éditorial de la revue remue.net .

## Ouvrages
Romans
- Les Candidats, Paris, Éditions de La Martinière, 2004, 236 p. (ISBN 978-2-84675-092-9)prix de la première œuvre de la Communauté française de BelgiqueLes Candidats lecture intégrale par l'écrivaine, Marc De Roy, Sandrine Bonjean, Céline Alexandre, Éditions Autrement dit 2011  (ISBN 9782874450631)
- Amsterdam, Paris, Éditions de l'Olivier, 2006, 176 p. (ISBN 978-2-87929-509-1)
- 1993, Paris, Éditions de la Rue de Russie, 2009, 173 p. (ISBN 978-2-9529984-1-3)
- Joseph, Paris, éditions de La Différence, coll. « Littérature », 2012, 192 p.  (ISBN 978-2729119683)

Essais
- Maurice Blanchot critique, Paris, Éditions de La Différence, 2010, 143 p. (ISBN 978-2-7291-1877-8)
- Cioran et ses contemporains, Paris, Éditions Pierre Guillaume de Roux, 2011, 120 p. (ISBN 978-2-36371-013-0), ouvrage collectif, dirigé avec Pierre-Emmanuel Dauzat.
- De la vie laborieuse, Paris, Éditions Les Belles Lettres, 2014, 352 p. (ISBN 978-2-251-69005-6)

Manuel scolaire
- Yun-Sun Limet, Gilbert Gié, ill. de Jack Domon et David Sala, Le Saut de l'ange : Lire pour réviser de la 5e à la 4e, Paris, Éditions Fernand Nathan, coll. « L'énigme des vacances », 2007, 96 p. (ISBN 978-2-09-186664-2)